# Trayectoria terrestre
Trayectoria terrestre

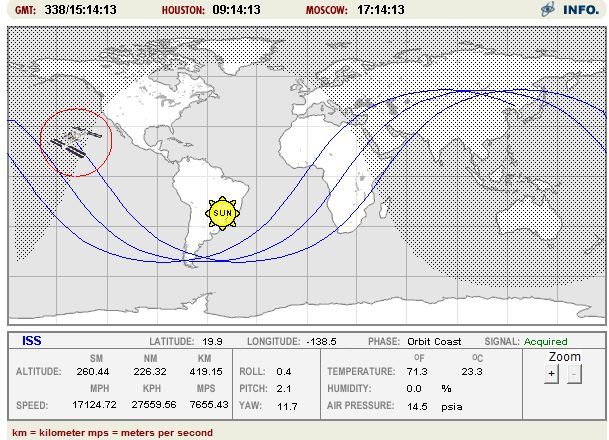
Trayectoria terrestre de la Estación espacial internacional. Las regiones claras y oscuras representan el día y la noche.

Una trayectoria terrestre (del inglés ground track) es el camino en la superficie de la Tierra directamente debajo de una aeronave o satélite. En el caso de un satélite, es la proyección de la órbita del satélite sobre la superficie de la Tierra (o del cuerpo en el que el satélite está orbitando).
Una trayectoria terrestre de satélite puede ser pensada como un camino a lo largo de la superficie terrestre que traza el movimiento de una línea imaginaria entre el satélite y el centro de la tierra. En otras palabras, la trayectoria terrestre es el conjunto de puntos por los cuales el satélite pasará directamente arriba, o cruza el cenit, en el marco de referencia de un observador de la Tierra.